# Omnia (trustmaatschappij)

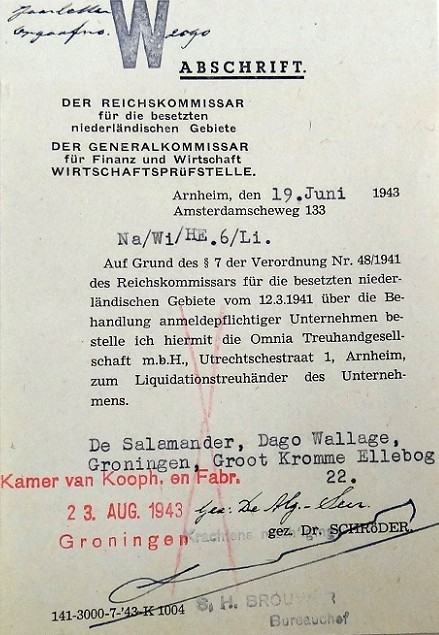
Benoeming van de Omnia Treuhandgesellschaft m.b.H. als bewindvoerder (liquidationstreuhänder) van "De Salamander", een zaak in hygiënische artikelen en gummiwaren te Groningen, eigendom van Dago Wallage. Wallage was op het moment van overdracht al vermoord in Auschwitz, evenals zijn gezin.

De Omnia-Treuhandgesellschaft m.b.H. (GmbH) was een Duitse trustmaatschappij, die tijdens de Duitse bezetting van Nederland in de Tweede Wereldoorlog joodse ondernemingen te gelde maakte (liquideerde) voor het Duitse Rijk. De opbrengst werd meestal gestort bij Lippmann, Rosenthal & Co. (de Liro-bank) in Amsterdam. Tussen 1941 en september 1944 kreeg Omnia 16.000 liquidatie-opdrachten van de Duitse overheid, waarvan er 1500 niet afgewikkeld werden. 

## Geschiedenis
De Duitse bezetter wilde het Nederlandse bedrijfsleven "ariseren", dat wil zeggen alle joodse bezit onteigenen. Verordening 189/40 van 22 oktober 1940 verplichtte alle ondernemingen in Nederland met joden zich aan te melden bij de Wirtschaftsprüfstelle (bureau voor economisch onderzoek), een onderdeel van het Generalkommissariat für Finanz und Wirtschaft. Een verdere verordening 48/41 van 12 maart 1941 bepaalde dat joden uit het bedrijfsleven verwijderd moesten worden en dat de Wirtschaftsprüfstelle bewindvoerders (Treuhänder) kon aanstellen. Deze konden tot liquidatie van het bedrijf overgaan.
De Wirtschaftsprüfstelle verstrekte de meeste opdrachten voor de liquidatie van de kleine bedrijvigheid (veehandel, markt, verkoop van verzekeringen en kleermakerij) aan Omnia-Treuhandgesellschaft, dat in oktober 1941 een Nederlandse vestiging begon in 's-Gravenhage. Sachbearbeiters (curatoren) van Omnia, meestal Nederlanders, voerden het werk zelfstandig uit, maar moesten zich houden aan richtlijnen van het hoofdkantoor van Omnia. Ze werkten vanuit Sachbearbeiterburo's in Amsterdam, 's-Gravenhage, Rotterdam, Zwolle, Meppel, Enschede, Hengelo, Groningen, Leeuwarden en Den Bosch. In 1942 en 1943 waren er ongeveer vijftig Sachbearbeiter, maar in september 1944 nog maar veertien. De opbrengsten moesten per bedrijf ter controle op een aparte rekening worden gestort, voordat het geld de Liro-bank Lippmann, Rosenthal & Co. in Amsterdam bereikte. 
In juli 1943 doorkruiste Dr. H. Schröder, de vertegenwoordiger van Rijkscommissaris voor Nederland Seyss-Inquart, deze regeling met de Sonderaktion Amsterdam. Protest van Omnia-directeur Heinrich Friedmann mocht niet baten. De nog niet geliquideerde kleine joodse bedrijven werden in Amsterdam per straat aangepakt en het geld kwam op een verzamelrekening op naam van S. Blits te Amsterdam.
In januari 1943 verhuisde het Nederlandse hoofdkantoor van Omnia met de Wirtschaftsprüfstelle naar Arnhem, maar de luchtlanding van de geallieerden op 17 september 1944 onderbrak het werk tot januari 1945. Toen werd een kantoor in Groningen opgericht. Het einde kwam toen directeur Friedmann niet meer in Groningen kon terugkeren na een reis naar Duitsland. De Wirtschaftsprüfstelle had nog van oktober 1944 tot eind maart 1945 een kantoor in Almelo.